# Dead Silence Hides My Cries
Dead Silence Hides My Cries — білоруський металкор-гурт з міста Мінськ, створений 2009 року. На даний час гурт підписаний лейблом Artery Recordings

## Стиль
Група грає в стилі пост-хардкор з елементами металкору, електронної музики та класичної музики. Гурт описує свій стиль як "epic core".

## Учасники гурту
- Джоел Ток - (вокал)
- Микита Звонцов - (Клавішні)
- Максим Чаплюк - (Електрогітара)
- Олег Ніколаєв - (Електрогітара)
- Олександр Хомовненко - (Барабани)

## Дискографія

### Альбоми
- The Wretched Symphony (2010)
- The Wretched Symphony Deluxe Edition (2011)
- The Symphony of Hope (2013) (Artery Recordings)

### Міні-альбоми
- Demo (2010)